# Sphaerodactylus mariguanae
Sphaerodactylus mariguanae är en ödleart som beskrevs av Cochran 1934. Sphaerodactylus mariguanae ingår i släktet Sphaerodactylus och familjen geckoödlor. Inga underarter finns listade i Catalogue of Life.
Arten förekommer endemisk på Mayaguana Island i södra Bahamas. Den vistas i låglandet upp till 50 meter över havet. Fynd från Turks- och Caicosöarna var troligen introducerade exemplar men populationen antas vara utdöd. Denna gecko vistas i torra miljöer.
Individerna gömmer sig under bråte som ligger på marken. Honor lägger ägg.
Samhällens omvandling till turistorter är troligen ett mindre problem. Ett större hot är introducerade tamkatter och råttor som jagar ödlor. Jämförd med andra ödlor klarade sig Sphaerodactylus mariguanae ganska bra trots hotet från dessa fiender. Oklart är om den införda geckon Hemidactylus mabouia påverkar arten. På grund av den begränsade utbredningen och de beskrivna hoten listas arten av IUCN som starkt hotad (EN).